# Bennett Springs (Nevada)
Bennett Springs es un lugar designado por el censo ubicado en el condado de Lincoln en el estado estadounidense de Nevada. En el año 2010 tenía una población de 132 habitantes.

## Geografía
Bennett Springs se encuentra ubicado en las coordenadas 37°43′17″N 114°29′5″O / 37.72139, -114.48472.